# Zomergem

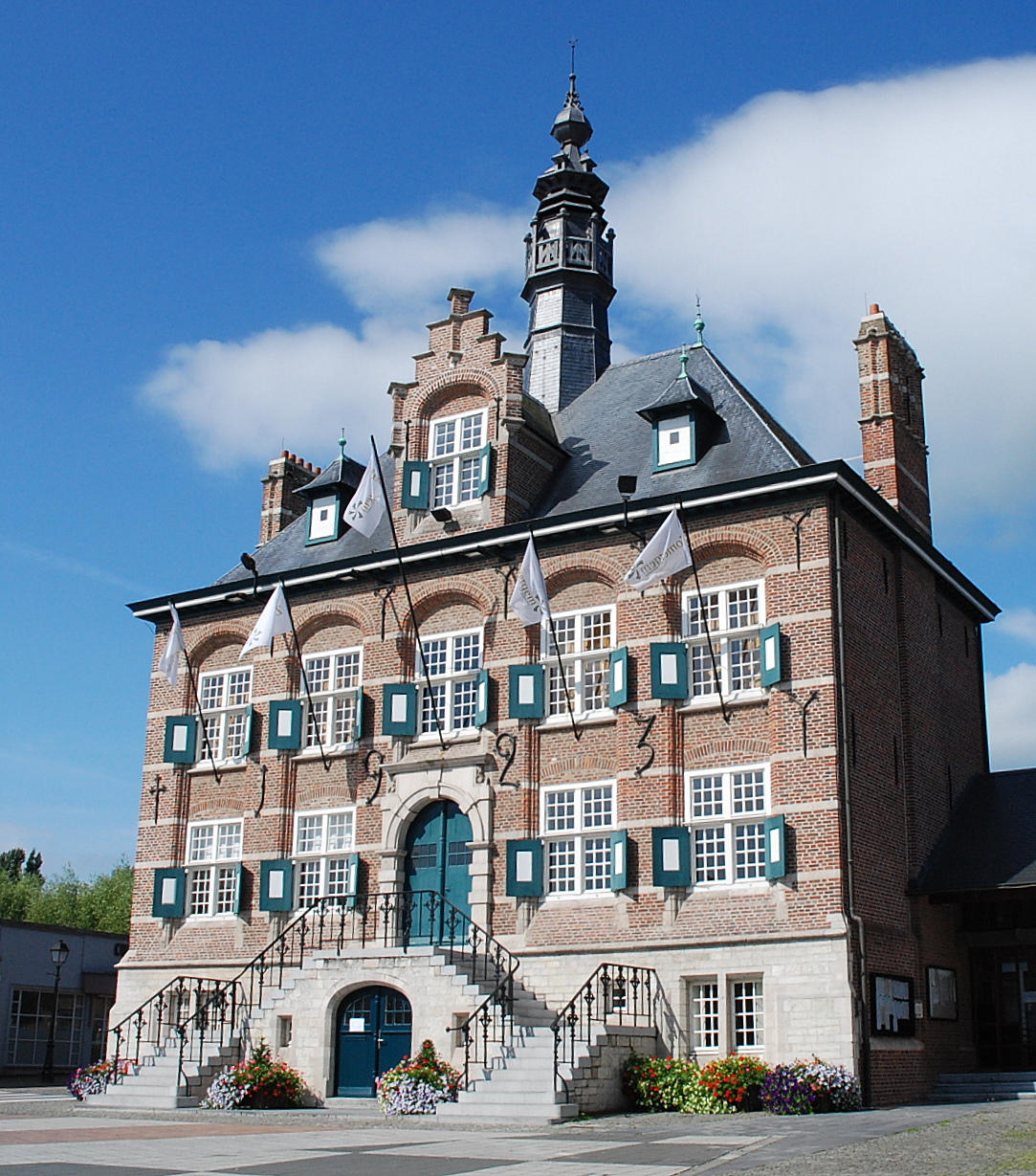
Gemeentehuis van Zomergem, getekend door architect Valentin Vaerwyck in 1923

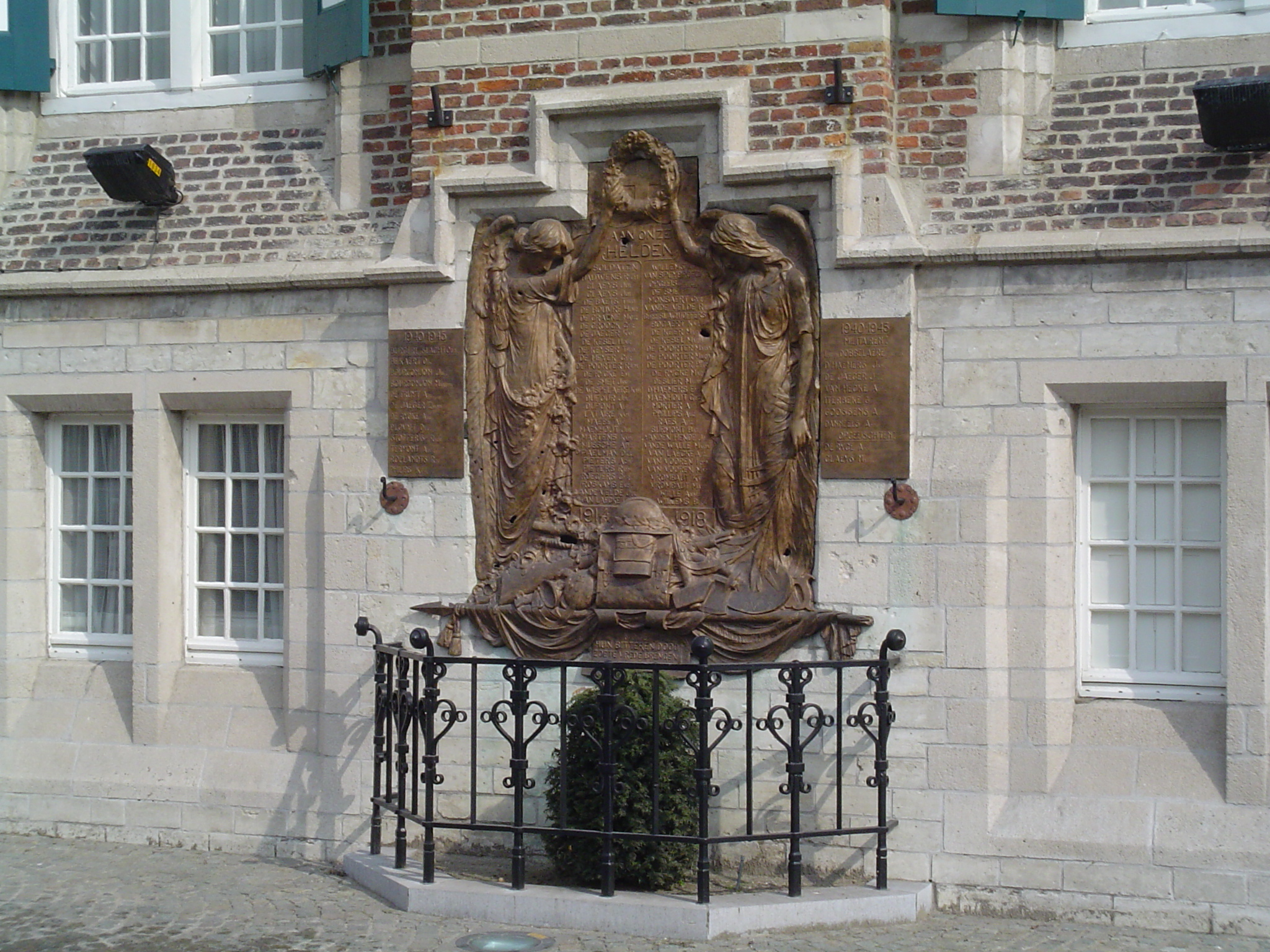
Linker zijgevel Gemeentehuis, bronzen reliëf, oorlogsgedenkteken 1914-1918

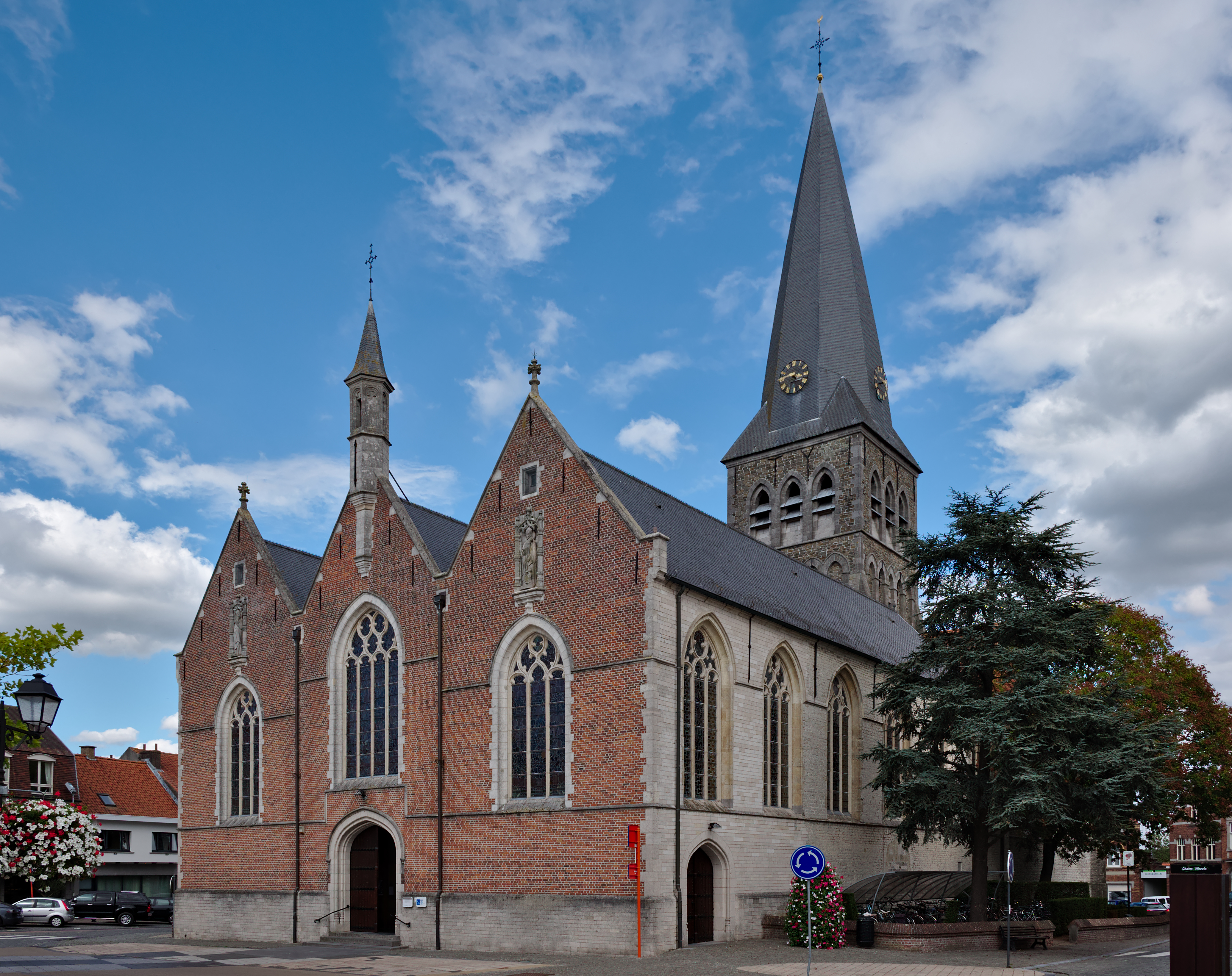
De Sint-Martinuskerk

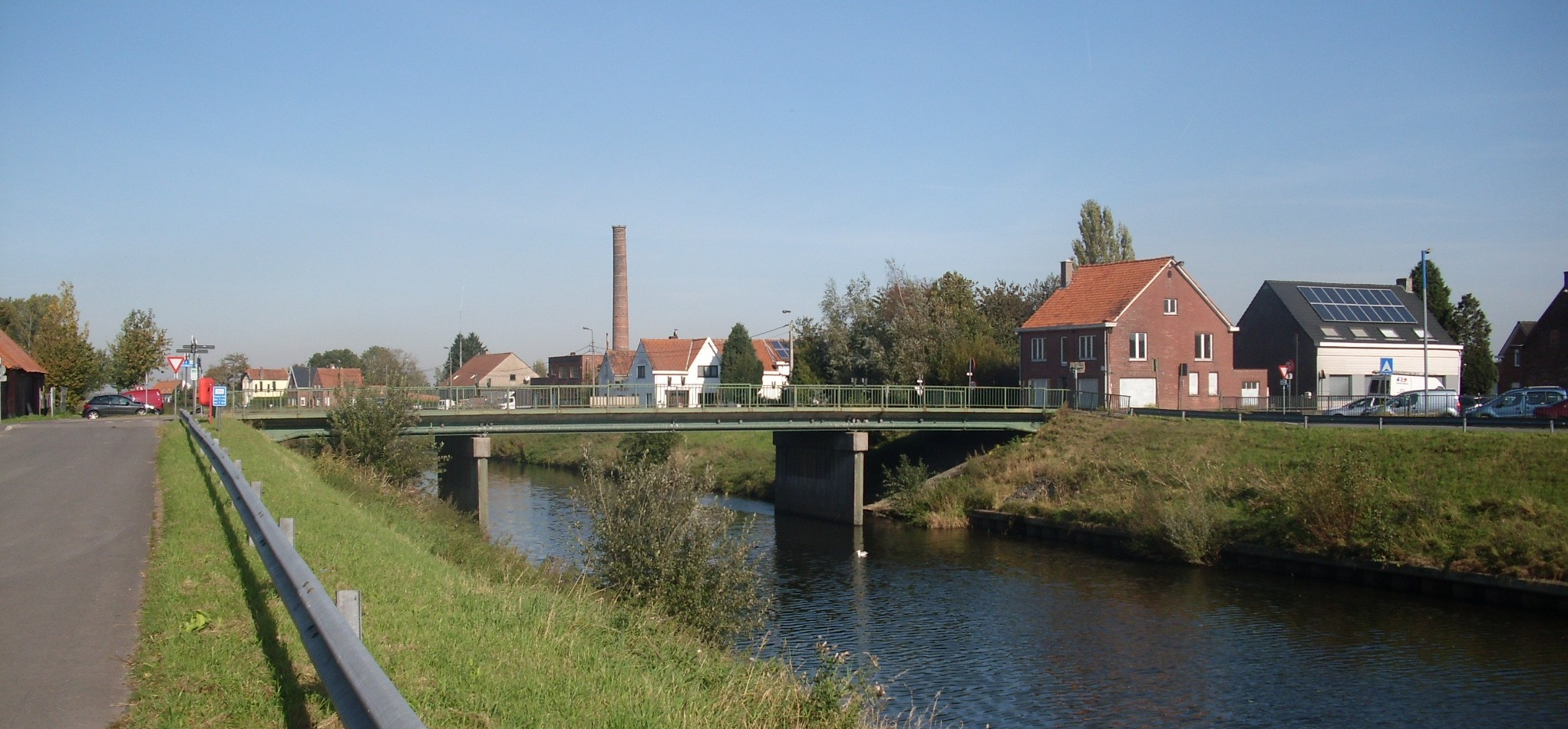
De Motjesbrug over het Schipdonkkanaal

Zomergem is een plaats in de Belgische provincie Oost-Vlaanderen en een deelgemeente van Lievegem. Het ligt in de regio Meetjesland en telt ruim 7.100 inwoners, die Zomergemnaars werden genoemd.

## Geschiedenis
De oudste vermelding Sumaringahem dateert van 814 wanneer een zekere Wulfrid een deel van zijn goederen, gelegen op het grondgebied van Sumaringahem, schenkt aan de Sint-Pietersabdij te Gent. Archeologische vondsten wijzen evenwel op bewoning tijdens de Bronstijd en menselijke aanwezigheid tijdens de Gallo-Romeinse periode (eind 2e en begin 3e eeuw na Christus). Een andere aanwijzing voor de oude oorsprong van Zomergem zou de ligging zijn van het dorpscentrum nabij de samenkomst van twee oude Gentwegen.
De eerste nederzetting begint met de kerstening van de heilige Amandus in de 7e eeuw toen op de getuigenheuvel waar nu de kerk staat een kapel of kerkje gebouwd werd. Zomergem was een primitieve parochie waarvan het patronaat in 1171 door de bisschop werd geschonken aan het kapittel van Doornik.
De oudste gegevens omtrent de heren van Zomergem, als eigenaars van de gelijknamige heerlijkheid, gaan terug tot 11e eeuw. Sinds de 13e eeuw kwam de heerlijkheid in handen van diverse families, waaronder Maarten Snouckaert, heer van Zomergem in 1642.
Afgezien van de traditioneel verspreide agrarische nijverheden kende Zomergem geen opmerkelijke industrialisatie. Zomergem verwierf sinds het begin van de 20e eeuw faam met bloementeelt, met name de azaleacultuur. De bombardementen tijdens de Eerste Wereldoorlog richtten aan de bebouwing in de gemeente aanzienlijke schade aan.
Op 1 januari 1977 werden de toenmalige gemeenten Ronsele en Oostwinkel bij Zomergem gevoegd. Op 1 januari 2019 werd Zomergem, samen met Lovendegem en Waarschoot, onderdeel van de nieuwgevormde gemeente Lievegem.

## Etymologie
De naam Sumaringahem betekent "woonplaats van Sumar en de zijnen". Waarschijnlijk kreeg een zekere Sumar rond 500 het grondgebied van zijn vorst in bruikleen voor bewezen diensten.
Andere verklaringen menen dat Zomergem niets anders betekende dan "zomerverblijf" of brengen het eerste deel van de naam terug op een Keltisch woord voor "vergaderen" zodat Zomergem een vergaderplaats zou geweest zijn.
Het woord Sumaringahem evolueerde later tot Sumeringhem, Somerengem en Somerghem. tot in de jaren 1900 werden nog de namen Somerghem, Zomerghem, Somergem dooreen gebruikt.

## Kernen

### Deelgemeenten  (1977-2018)
|   | Naam       | Opp. (km²) | Inwoners (2020) | Inwoners per km² | NIS-code |
| - | ---------- | ---------- | --------------- | ---------------- | -------- |
| 1 | Zomergem   | 28,27      | 7.138           | 253              | 44080A   |
| 2 | Ronsele    | 2,54       | 566             | 223              | 44080B   |
| 3 | Oostwinkel | 8,49       | 798             | 94               | 44080C   |

## Bezienswaardigheden
- De Sint-Martinuskerk met een toren uit de 13e eeuw
- De Molen van Hecke, een windmolenrestant

## Natuur en landschap
Zomergem ligt op de steilrand van de cuesta van Oedelem-Zomergem met als hoogste punt bij het gehucht Rijvers, op 29 meter, afdalend naar 9 meter in het oosten, waar zich het Schipdonkkanaal bevindt. Ten zuiden van Zomergem kruist dit het oost-west verlopende Kanaal Gent-Brugge.

## Politiek

#### Resultaten gemeenteraadsverkiezingen van 1976 tot en met 2012[2]
| Partij               | 10-10-1976 | 10-10-1976 | 10-10-1982 | 10-10-1982 | 9-10-1988 | 9-10-1988 | 9-10-1994 | 9-10-1994 | 8-10-2000 | 8-10-2000 | 8-10-2006 | 8-10-2006 | 14-10-2012 | 14-10-2012 |
| Stemmen / Zetels     | %          | 19         | %          | 19         | %         | 19        | %         | 19        | %         | 19        | %         | 19        | %          | 19         |
| -------------------- | ---------- | ---------- | ---------- | ---------- | --------- | --------- | --------- | --------- | --------- | --------- | --------- | --------- | ---------- | ---------- |
| CVP1/CD&V2           | 47,641     | 10         | 43,521     | 10         | 44,831    | 10        | 43,021    | 10        | 40,621    | 9         | -         |           | 46,452     | 10         |
| CD&V+N-VA            | -          |            | -          |            | -         |           | -         |           | -         |           | 42,67     | 9         | -          |            |
| N-VA                 | -          |            | -          |            | -         |           | -         |           | -         |           | -         |           | 12,69      | 2          |
| VU                   | 17,63      | 3          | 16,71      | 3          | 9,62      | 1         | -         |           | -         |           | -         |           | -          |            |
| PVV1/VLD2/Open Vld3  | -          |            | 25,691     | 5          | 35,231    | 8         | 35,012    | 7         | 44,572    | 10        | 43,412    | 9         | 26,593     | 5          |
| SP                   | -          |            | 10,91      | 1          | 7,37      | 0         | 5,36      | 0         | 4,48      | 0         | -         |           | -          |            |
| sp.a-Groen           | -          |            | -          |            | -         |           | -         |           | -         |           | 9,1       | 1         | 12,03      | 2          |
| Agalev               | -          |            | 3,17       | 0          | 2,95      | 0         | -         |           | 7,72      | 0         | -         |           | -          |            |
| AVH                  | 2,33       | 0          | -          |            | -         |           | -         |           | -         |           | -         |           | -          |            |
| GEM BEL              | 32,4       | 6          | -          |            | -         |           | -         |           | -         |           | -         |           | -          |            |
| O.ZOM                | -          |            | -          |            | -         |           | 2,05      | 0         | -         |           | -         |           | -          |            |
| ZT                   | -          |            | -          |            | -         |           | 14,57     | 2         | -         |           | -         |           | -          |            |
| ANDERS               | -          |            | -          |            | -         |           | -         |           | 2,6       | 0         | -         |           | -          |            |
| Vrij Zomergem        | -          |            | -          |            | -         |           | -         |           | -         |           | 4,82      | 0         | -          |            |
| LDDplus              | -          |            | -          |            | -         |           | -         |           | -         |           | -         |           | 2,24       | 0          |
| Totaal stemmen       | 5336       | 5336       | 5606       | 5606       | 5829      | 5829      | 6063      | 6063      | 6124      | 6124      | 6255      | 6255      | 6202       | 6202       |
| Opkomst %            |            |            |            |            | 95,71     | 95,71     | 95,23     | 95,23     | 94,54     | 94,54     | 96,63     | 96,63     | 93,77      | 93,77      |
| Blanco en ongeldig % | 3,35       | 3,35       | 3,07       | 3,07       | 2,76      | 2,76      | 3,32      | 3,32      | 3,4       | 3,4       | 4,09      | 4,09      | 2,68       | 2,68       |

De zetels van de gevormde coalitie staan vetjes afgedrukt. De grootste partij is in kleur.

Zie voor de gemeenteraadsverkiezingen van 2018 en later op de fusiegemeente Lievegem.

## Demografie

### Demografische ontwikkeling voor de fusie
- Bronnen:NIS, Opm:1831 t/m 1970=volkstellingen; 1976=inwoneraantal op 31 december

### Demografische ontwikkeling van de fusiegemeente
Alle historische gegevens hebben betrekking op de gemeente Zomergem zoals ontstaan na de fusie van 1 januari 1977 en tot 31 december 2018
- Bronnen:NIS, Opm:1831 tot en met 1981=volkstellingen; 1990 en later= inwonertal op 1 januari

## Geboren in Zomergem
- Herman van Zomergem, kruisridder in 1096
- Martinus Steyaert (1647), theoloog-vicaris
- Hendrik Claeys (1838), priester-leraar
- Pieter-Jan De Rijcke (1816), burgemeester
- Alfons Siffer (1850), drukker-uitgever, burgemeester Gent
- Etienne Cocquyt (1935-2025), kok
- Toon Boone (1940-2022), salesiaan, secretaris-generaal van het Vlaams Katholiek Onderwijs

## Bekende personen
- Louis Courtois (1784-1859), goochelaar
- Jos De Mey (1928-2007), kunstenaar
- Henk Rijckaert (1974-heden), komiek
- Robert graaf de Wavrin de Villers-au-Tertre (1888-1971), etnoloog, ontdekkingsreiziger en pionier van de Belgische cinema

## Nabijgelegen kernen
Beke, Ronsele, Ursel, Lovendegem, Merendree, Hansbeke